# Håjums begravningsplats
Håjums begravningsplats ligger på området Håjum i Trollhättan och syns från E45. Detta är den största av de två begravningsplatser som ligger inom Trollhättans tätort. Den andra heter Götalundens kyrkogård och ligger vid Götalundens kyrka i Götalundens församling. På Håjums begravningsplats som tillhör Trollhättans församling ligger Hoppets kapell och Ljusets kapell. Metakapellet som inte längre används ritades av Svante Dyhlén och uppfördes 1913.